# 745 Мавритія
745 Мавритія (745 Mauritia) — астероїд головного поясу, відкритий 1 березня 1913 року.
Тіссеранів параметр щодо Юпітера — 3,135.